# Сольдани, Массимилиано
 Массимилиано Сольдани, или Массимилиано Сольдани Бенци (итал. Massimiliano Soldani, Massimiliano Soldani Benzi; 15 июля 1656, Монтеварки, Тоскана — 23 февраля 1740, Бучине, Тоскана) — итальянский скульптор и медальер эпохи барокко флорентийской школы.

## Творческая биография и основные произведения
Массимилиано Сольдани родился в Монтеварки, в Тоскане в семье капитана тосканской кавалерии. Работал во Флоренции при дворе Медичи. Утверждая, что происходит из семьи епископа Сольдани из Фьезоле и из аристократической семьи Бенци из Фильине, он подал заявку и получил в 1693 году официальное письмо, подтверждающее на основании этого происхождения его дворянство. С того времени художник упоминается в документах как Сольдани Бенци.
Сольдани начал обучение в Академии рисунка Медичи во Флоренции. Он был передан на попечение Джузеппе Арриги, лучшего ученика Бальдассарре Франческини. Вскоре Сольдани привлёк внимание великого герцога Козимо III Медичи, который отправил Сольдани в великокняжескую академию в Риме, которую он сам основал, чтобы юноша учился скульптуре у Чиро Ферри и Эрколе Феррата, обучался также гравированию и чеканке монет и медалей.
Массимилиано Сольдани оставался в Риме в течение четырёх лет (1678—1681), где добился большой известности, создавая портретные медали выдающихся современников, таких как кардиналы Аццолино, Киджи и Роспильози, не говоря уже о папе Иннокентии XI. Кристина Шведская заказала ему несколько медалей. Однако эта работа осталась незавершённой, поскольку герцог Козимо отправил художника в Париж для работы со знаменитым медальером и ювелиром Жозефом Ретье.
Находясь во Франции, Сольдани в 1682 году познакомился с первым королевским живописцем Шарлем Лебреном и первым министром Жаном-Батистом Кольбером. Узнав, что Сольдани работает над медальерным портретом Людовика XIV, придворные представили его королю. Модель медали с профильным портретом Людовика XIV сейчас находится в Художественной галерее Онтарио в Торонто.
Тем временем великий герцог Козимо решил, что Сольдани пора вернуться во Флоренцию и взять на себя управление Монетным двором. В 1688 году он был назначен директором Монетного двора, получил мастерскую и квартиру в Уффици. В 1698 году он женился на дочери покойного придворного художника Юстуса Сустерманса.
Помимо медалей Сольдани создавал бронзовые рельефы, вазы, отдельно стоящие фигуры, скульптурные группы и бюсты. Он стал одним из лучших бронзовщиков своего времени в Европе. Среди других известных работ: «Венера Медичи» и «Танцующий фавн», выполненные в бронзе по мраморным античным оригиналам, а также восковые модели, изготовленные для изделий из фарфора мануфактуры «Доччья».
Для Иосифа Иоганна Адама, принца Лихтенштейна, он изготовил серию бронзовых копий произведений искусства из коллекции Медичи, в основном старинных бюстов и фигур, а также работ Микеланджело и Джанлоренцо Бернини.
Изредка Сольдани выставлял терракотовые боццетти на выставках Академии рисунка во Флоренции. В 1715 — году терракотовую «Пьету», терракотовый рельеф «Моление в Гефсиманском саду», предназначенный для отливки из бронзы (находится в Метрополитен-музее в Нью-Йорке)
В возрасте около восьмидесяти лет Сольдани удалился на свою виллу Петроло недалеко от Бучине, где и умер 23 февраля 1740 года от инсульта. Похоронен в церкви Сан-Пьер-Маджоре (Сhiesa di San Pier Maggiore) во Флоренции.
Основными документами, свидетельствующими о жизни и творчестве Сольдани, являются его автобиография, датированная 1718 годом, и переписка и опись имущества, сделанная после его смерти. Коллекция рисунков Сольдани хранится в галерее Уффици во Флоренции.

## Галерея
- Адонис, оплакиваемый Венерой и купидонами. 1715. Бронза. Художественный музей Уолтерса, Балтимор
- Королева Кристина Шведская. Медаль. 1681. Бронза
- Проклятая душа (по Дж. Л. Бернини). 1707. Бронза. Коллекция Лихтенштейнов, Вена
- «Утро» (по Микеланджело). 1694—1720. Бронза
- Ваза «Галатея». 1695. Терракота, золочение
- Оплакивание Христа. 1737. Фарфор, роспись. Мануфактура «Доччья», Флоренция